# Benedetto Prato
Benedetto Prato, auch Benedikt Wiese, (* im 16. Jahrhundert in Roveredo GR; † im 17. Jahrhundert) war ein Schweizer Barock-Baumeister.

## Leben

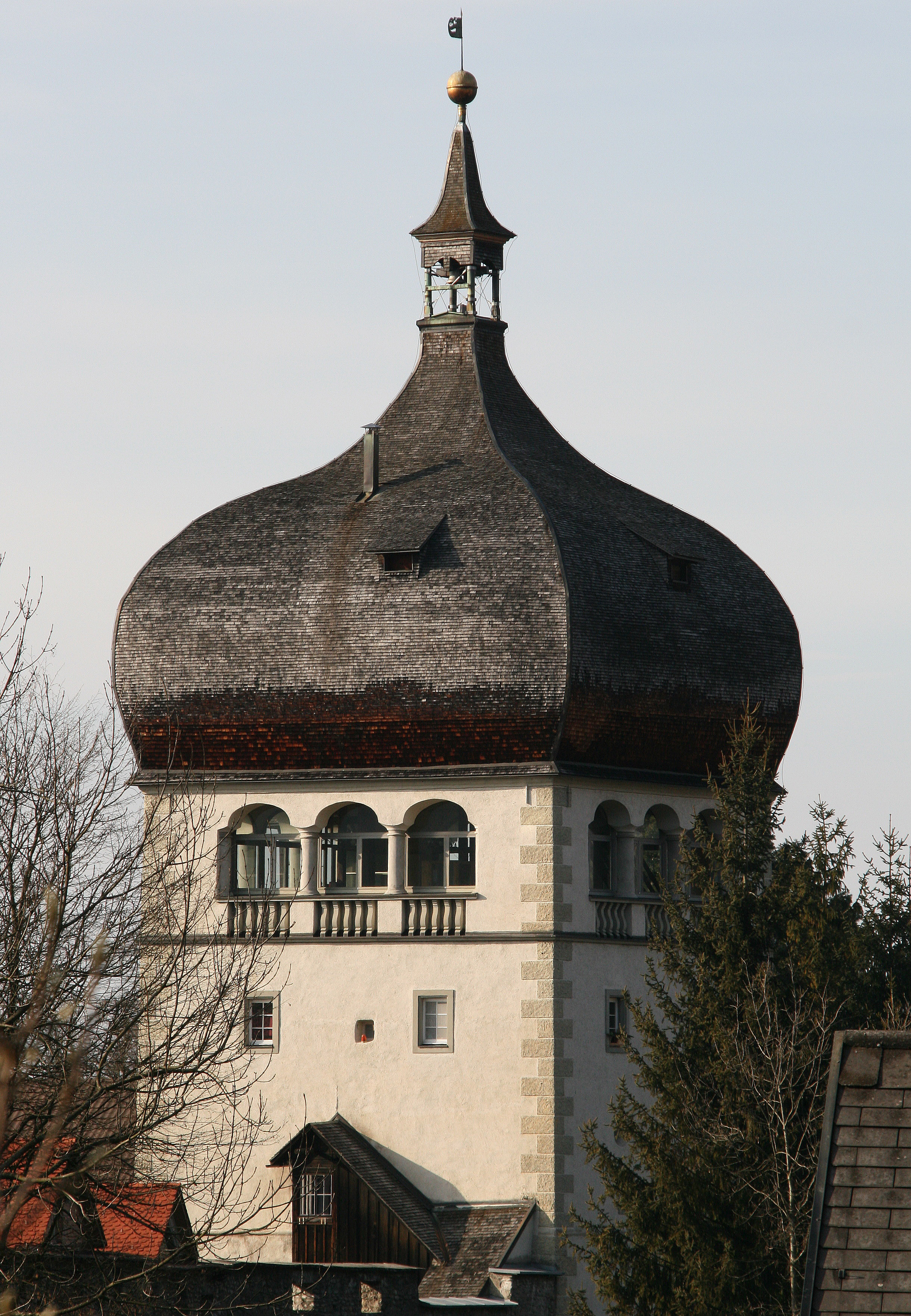
Benedetto Prato war Baumeister des Bregenzer Martinsturms

Die genauen Lebensdaten von Benedetto Prato sind nicht bekannt, er stammte aus Roveredo (Graubünden). Prato gehört zu jenen Graubündner Baumeistern, die als eine der ersten die Schule der oberitalienischen Barockbaumeister nach Deutschland brachten.:27 Seit der Mitte des 16. Jahrhunderts waren sie aus dem Misox-Tal nach Norden ausgewandert, wo die Graubündner Baumeister zwischen Rhein und Donau, aber hauptsächlich in Süddeutschland, arbeiteten.:12
Erstmals schriftlich erwähnt wurde Prato in den Bauakten des Jahres 1599 zum Bregenzer Martinsturm als Baumeister. Prato hatte im gleichen Jahr den Auftrag der Stadt Bregenz erhalten, über der Martinskapelle einen Turm zu errichten. Der Baumeister baute einen dreistöckigen Turm mit mächtigem quadratischem Grundriss. Im obersten Stockwerk errichtete er eine Loggia mit je drei Bogenarkaden auf Säulen und Steinbrüstung auf allen Seiten. Das Dach bildet eine breit geschwungene Zwiebelhaube mit Laterne. Der Bau war das erste Barockgebäude nördlich der Alpen, die Turmhaube die größte Mitteleuropas.
Weitere Bauaufträge an Prato sind nicht bekannt.